# Непременная Лудзя
Непременная Лудзя (удм. Лудӟи) — деревня в Завьяловском районе Удмуртии, входит в Совхозное сельское поселение. Находится на реке Лудзя-Шур в 18 км к юго-западу от центра Ижевска, в 1,5 км к югу от южного участка ИКАД и в 2 км к западу от М7 и железной дороги Агрыз — Ижевск. Имеется крупный пруд на реке в деревне.

## Происхождение названия
Лудзя — по названию реки. А название «непременная» связано с историей деревни. В 1807 г. деревню приписали к Ижевскому железоделательному заводу, и ее жители стали «непременными» работниками завода. В обязанность мужского населения входило рубить и жечь лес, а полученный уголь своими силами отвозить на завод. Такие условия были крайне тяжелы для жителей, и в приписанных к заводу деревнях часто возникали волнения. Жители были освобождены от этих обязанностей в 1867 году.